# Manuscrito
Um manuscrito (do latim manu= mãos e scriptus=escrever) é um documento escrito ou copiado à mão sobre um suporte físico (p. ex., pergaminho ou papel) utilizando um instrumento (pena, cálamo, lápis, caneta, esferográfica, etc.) e um meio (tinta).
O manuscrito não deve ser confundido com outras formas de escrita, como o dactiloscrito, isto é, um documento escrito ou copiado através da utilização de uma máquina de escrever.
O termo manuscrito também é usado para o texto original de um autor (escritor, poeta, ensaísta etc.), em oposição ao texto revisto ou editado posteriormente por outras pessoas que não o autor.
Quando escrito à mão pelo autor, o manuscrito designa-se por manuscrito autógrafo.

## História
Antes das invenções da impressão, na China por xilogravura e na Europa por tipos móveis em uma prensa tipográfica, todos os documentos escritos tinham que ser produzidos e reproduzidos à mão. Historicamente, os manuscritos eram produzidos na forma de pergaminhos (volume em latim) ou livros (codex, plural códices). Os manuscritos foram produzidos em pergaminho, em papiro e em papel. Na Rússia, documentos de casca de bétula tão antigos quanto do século 11 sobreviveram. Na Índia, o manuscrito em folha de palmeira, com uma forma retangular longa e distinta, foi usado desde os tempos antigos até o século XIX.

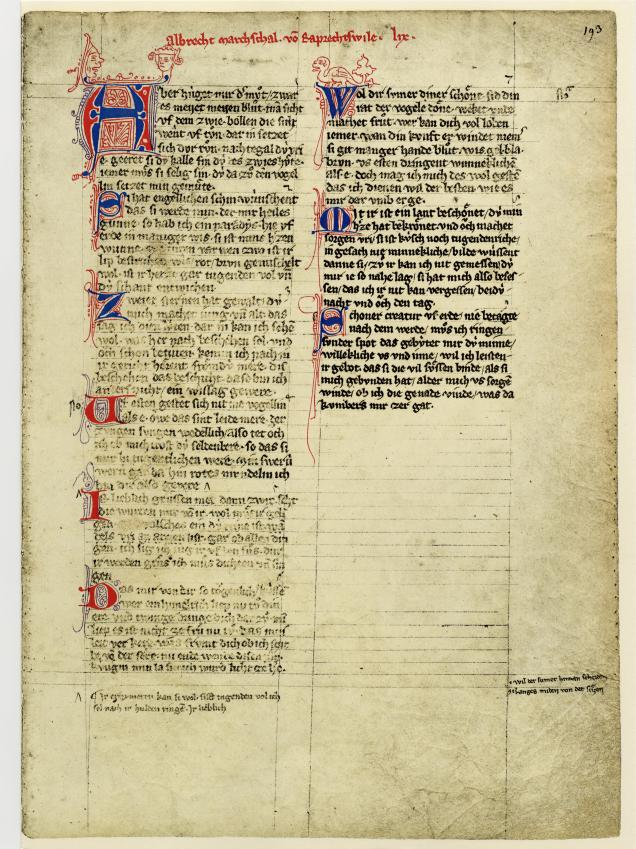
Manuscrito, Codex Manesse. A maioria dos manuscritos era pautada com linhas horizontais.

O papel se espalhou da China através do mundo islâmico para a Europa no século 14 e, no final do século 15, substituiu amplamente o pergaminho para muitos propósitos. Quando obras gregas ou latinas eram publicadas, numerosas cópias profissionais eram feitas simultaneamente por escribas em um scriptorium, cada um fazendo uma única cópia de um original que era declamado em voz alta.
Os manuscritos escritos mais antigos foram preservados pela secura perfeita de seus locais de descanso no Oriente Médio, sejam colocados dentro de sarcófagos em tumbas egípcias, ou reutilizados como invólucros de múmias, descartados nos monturos de Oxyrhynchus ou guardados em frascos e enterrados (biblioteca de Nag Hammadi) ou armazenados em cavernas secas (pergaminhos do Mar Morto). Manuscritos em línguas tocarianas, escritos em folhas de palmeira, sobreviveram em sepulturas no deserto na Bacia de Tarim, na Ásia Central. As cinzas vulcânicas preservaram parte da biblioteca romana da Vila dos Papiros em Herculano.
Ironicamente, os manuscritos que estavam sendo cuidadosamente preservados nas bibliotecas da antiguidade estão praticamente todos perdidos. O papiro tem uma vida de no máximo um século ou dois em condições italianas ou gregas relativamente úmidas; apenas as obras copiadas em pergaminho, geralmente após a conversão geral ao cristianismo, sobreviveram.
Originalmente, todos os livros eram manuscritos. Na China, e mais tarde em outras partes do leste da Ásia, a impressão em xilogravura foi usada para livros por volta do século VII. O exemplo mais antigo datado é o Sutra do Diamante de 868. A cópia manuscrita de livros continuou por pelo menos um século, já que a impressão continuava cara. Documentos privados ou governamentais permaneceram escritos à mão até a invenção da máquina de escrever no final do século XIX. Devido à probabilidade de erros serem introduzidos cada vez que um manuscrito é copiado, a filiação de diferentes versões de um mesmo texto é parte fundamental do estudo e da crítica de todos os textos que tenham sido transmitidos em manuscrito.
No sudeste da Ásia, no primeiro milênio, documentos de grande importância eram inscritos em folhas metálicas macias, como placas de cobre, amolecidas pelo fogo do refinador e inscritas com um estilete de metal. Este tipo de documento era raro em comparação com as folhas e bastões de bambu usuais que foram inscritos. No entanto, nem as folhas nem o papel eram tão duráveis quanto o documento de metal no clima quente e úmido. Na Birmânia, os kammavaca, manuscritos budistas, foram inscritos em folhas de latão, cobre ou marfim, e até mesmo em mantos de monges descartados, dobrados e laqueados. Na Itália, alguns textos etruscos importantes foram inscritos de forma semelhante em finas placas de ouro: folhas semelhantes foram descobertas na Bulgária. Tecnicamente, todas essas são inscrições e não manuscritos.
No mundo ocidental, desde o período clássico até os primeiros séculos da era cristã, os manuscritos foram escritos sem espaços entre as palavras (scriptio continua), o que os torna especialmente difíceis de ler para quem não é treinado. As cópias existentes desses primeiros manuscritos escritos em grego ou latim e geralmente datando do século IV ao século VIII, são classificadas de acordo com o uso de letras maiúsculas ou minúsculas. Os manuscritos hebraicos, como os pergaminhos do Mar Morto, não fazem essa diferenciação. Manuscritos usando todas as letras maiúsculas são chamados de maiúsculas, aqueles que usam todas as letras minúsculas são chamados de minúsculos. Normalmente, as letras maiúsculas, como uncial, são escritas com muito mais cuidado. O escriba levantava a pena entre cada traço, produzindo um efeito inconfundível de regularidade e formalidade. Por outro lado, enquanto caligrafias minúsculas podem ser escritas com o levantamento da caneta, elas também podem ser cursivas, ou seja, usar pouco ou nenhum levantamento da caneta.